# Плавица (приток Матыры)
Пла́вица — река в Воронежской, Липецкой и Тамбовской областях. Левый приток Матыры. Длина реки составляет 83 км. Водосборная площадь — 964 км².
Исток — южнее села Верхняя Плавица. У деревни Георгиевка сливается с крупным правым притоком, который иногда также обозначают как Плавицу. Течёт на север по открытой местности. В Матыру впадает в 2 км западнее села Яблоновец. Протекает по территории Верхнехавского района Воронежской области, Добринского района Липецкой области и Петровского района Тамбовской области.
Название произошло от диалектного слова плав, которое, по мнению географа Ф. Н. Милькова, означает трясина, болото.
По реке получили названия сёла Верхняя Плавица и Малая Плавица, деревни Большая Плавица и Нижняя Плавица (ныне Белоносовка), железнодорожная станция Плавица и посёлок при станции Плавица.
Верхнее течение реки от истока до деревни Георгиевка в документах иногда обозначается как отдельная река Чечора-Плавица — левый приток Плавицы. Длина этого участка реки составляет 12 км, площадь водосборного бассейна — 60,4 км².